# Rockery
Albums de The Scabs
For All the Wolf Calls
(1984) Skintight
(1987)
Rockery est un EP du groupe de rock belge The Scabs sorti en 1986.

## L'album
Premier album avec le guitariste Willy Willy et premier album produit par Werner Pensaert qui donneront au groupe son orientation plus rock 'n' roll qui lui apportera le succès.
Deuxième EP réalisé par les Scabs.
Toutes les compositions ont été écrites par les membres du groupe.

## Les musiciens
- Guy Swinnen : voix, guitare
- Willy Willy : guitare
- Berre Bergen : basse
- Frankie Saenen : batterie

## Liste des titres
1. Take a Day for a Day - 5 min 06 s
2. Smell the Sweat - 3 min 31 s
3. #1 - 3 min 07 s
4. My Baby - 4 min 38 s
5. Another Weary Day - 2 min 50 s
6. Stay - 4 min 12 s

## Informations sur le contenu de l'album
- Stay sortira également en single
- Dani Klein assure les chœurs féminins
- Frank Michiels assure les percussions